# Grup diedral infinit
| p1m1, (*∞∞) | p2, (22∞) | p2mg, (2*∞) |
| --- | --------- | ----------- |
| |           |             |
| |           |             |
| În spațiul bidimensional, trei grupuri de frize, p1m1, p2 și p2mg sunt izomorfe cu grupul Dih∞. Toate au 2 generatoare. Prima are două axe reflexie paralele, a doua are două rotații duble, iar ultima are o oglindire și o rotație dublă. |           |             |
| |           |             |
| |           |             |
| În spațiul unidimensional, grupul diedral infinit este văzut în simetria unui apeirogon alternând două laturi cu lungimi diferite, conținând puncte de reflexie în centrul fiecărei laturi.                                                 |           |             |

În matematică grupul diedral infinit Dih∞ este un grup infinit cu proprietăți analoge cu cele ale unui Grup diedral finit.
În bidimensional grupul diedral infinit reprezintă simetria grupului frizei, p1m1, văzută ca un set infinit de reflexii paralele de-a lungul unei axe.

## Definiție
Fiecare grup diedral este generat de o rotație r și o reflexie; dacă rotația este un multiplu rațional al unei rotații complete, atunci există un întreg n astfel încât rn este identitatea și există un grup diedral finit de ordinul 2n. Dacă rotația nu este un multiplu rațional al unei rotații complete, atunci nu există un astfel de n și grupul rezultat are infinit de multe elemente și se numește Dih∞ . Are prezentările⁠(d):
{\displaystyle \langle r,s\mid s^{2}=1,srs=r^{-1}\rangle \,\!}
{\displaystyle \langle x,y\mid x^{2}=y^{2}=1\rangle \,\!}
și este izomorf cu produsul semidirect⁠(d) al Z și Z/2, și cu produsul liber Z/2 * Z/2. Este grupul de automorfisme al grafului constând dintr-o cale infinită spre ambele părți. Corespunzător, este grupul de izometrie al Z, grupul de permutări α: Z → Z care satisfac condiția | i - j | = | α(i) - α(j) | pentru toate valorile i, j din Z.
Grupul diedral infinit poate fi definit și ca holomorful grupului ciclic⁠(d) infinit.

## Dedublare

Când se eșantionează periodic o funcție sinusoidală cu rata fs, abscisa din imagine reprezintă frecvența acesteia, iar ordonata reprezintă o altă sinusoidă care ar putea produce același set de eșantioane. Un număr infinit de abscise au aceeași ordonată (o clasă de echivalență cu domeniul fundamental [0, fs/2]) și prezintă simetrie diedrală. Fenomenul „mai multe din unul” este cunoscut sub numele de dedublare.

Un exemplu de simetrie diedrală infinită este în dedublarea semnalelor cu valori reale.
Când se eșantionează o funcție cu frecvența fs (la intervale de 1/fs), următoarele funcții dau seturi identice de eșantioane: {sin(2π( f+Nfs) t + φ), N = 0, ±1, ±2, ±3,...}. Astfel, valoarea detectată a frecvenței f este periodică, ceea ce produce elementul de translație r = fs. Se spune că funcțiile și frecvențele lor sunt dedublarea uneia față de cealaltă. Având în vedere identitatea trigonometrică
{\displaystyle \sin(2\pi (f+Nf_{s})t+\phi )=\left\{{\begin{array}{ll}+\sin(2\pi (f+Nf_{s})t+\phi ),&f+Nf_{s}\geq 0\\-\sin(2\pi |f+Nf_{s}|t-\phi ),&f+Nf_{s}<0\\\end{array}}\right.}
se pot scrie toate frecvențele dedublate ca valori pozitive:  | f + N fs |.  Aceasta dă elementul de reflexie (f), și anume f ↦ −f.  De exemplu, cu f = 0,6fs  și  N = −1,  f+Nfs = −0,4fs  reflectă 0,4fs, rezultând cele două puncte negre din stânga din figură. Celelalte două puncte corespund cu N = −2  și  N = 1. După cum arată figura, există simetrii de reflexie, la 0,5fs,  fs,  1,5fs  etc.  Formal, coeficientul de dedublare este în notația orbifold [0, 0,5fs], cu o acțiune Z/2 la capete (punctele orbifold), corespunzător reflexiei.